# Sweet Dreams (Are Made of This) (sang)
Sweet Dreams (Are Made of This) er en single fra bandet Eurythmics fra 1983 på albummet af samme navn.
Sweet Dreams var en opfølger på Love is a Stranger og er et af Eurythmics' allerstørste hits, og efter dens succes sunget den til alle deres live-optrædener.
På nummeret benytter Eurythmics sig blandt andet af en synthesizer, Movement Systems Drum Computer og klaver.

## Andre versioner
- Marilyn Manson har lavet sin egen fortolkning af den, som kan findes på hans album Smells Like Children fra 1995.
- Britney Spears bruger også sætningen Everybody's looking for something i hendes sang Everybody, hvor skiftevis Annie Lennox og hende selv synger det.
- Der blev i 2006 udgivet et remix af Steve Angello for at promovere deres nye box-sæt.